# Заольшаг
Заольшаг — деревня в центральной части Порховского района Псковской области. Входит в состав сельского поселения «Туготинская волость».
Расположена в 26 км к западу от города Порхов и в 2 км к западу от волостного центра Туготино.
Численность населения составляет 34 жителя (2000 год).